# 大阪東郵便局
大阪東郵便局（おおさかひがしゆうびんきょく）は、大阪府大阪市中央区にある郵便局。民営化前の分類では集配普通郵便局であった。

## 概要
住所：〒541-8799 大阪府大阪市中央区備後町1-3-8

### 併設施設
- ゆうちょ銀行大阪東店（大阪支店大阪東出張所）：取扱店番号410190

### 分室
- 本田分室 (41019B) - 〒550-0022 大阪市西区本田4-1-1
  - 営業集荷推進部が置かれている。
- 船場分室 (41019C) - 〒541-0056 大阪市中央区久太郎町2-6-5（船場郵便局に併設）

かつて存在した分室は以下の通り。
- 大手前分室 (41019A) - 民営化に伴い、当局にゆうちょ銀行の直営店が設置されるのに先立ち、2007年（平成19年）7月30日にマーチャンダイズビル内郵便局の所属に変更された。

## 沿革
- 1950年（昭和25年）4月1日 - 東区杉山町の大阪国税局内に、杉山分室を設置[1]。
- 1956年（昭和31年）10月5日 - 杉山分室にて電話通話および和文電報受付事務の取扱を開始。
- 1959年（昭和34年）3月2日 - 杉山分室を東区大手前之町の大阪地方合同庁舎内に移転するとともに大手前分室に改称。
- 1990年（平成2年）3月23日 - 花の万博の開催に合わせ、大阪市周辺の主な郵便局40局において、風景印を花をかたどった変形印に変更（当局は中央区の花である梅）。
- 1992年（平成4年）8月3日 - 外国通貨の両替および旅行小切手の売買に関する業務取扱を開始。
- 2007年（平成19年）
  - 7月30日 - 大手前分室をマーチャンダイズビル内郵便局の所属に変更[2]。
  - 10月1日 - 民営化に伴い、併設された郵便事業大阪東支店、ゆうちょ銀行大阪東店に一部業務を移管。
- 2012年（平成24年）10月1日 - 日本郵便株式会社発足に伴い、郵便事業大阪東支店を大阪東郵便局に統合。
- 2022年（令和4年）4月1日-かんぽサービス部を設置。

## 取扱内容

### 大阪東郵便局
- 郵便、印紙、ゆうパック、内容証明
- 生命保険、バイク自賠責保険、自動車保険 - 平日16時まで営業。
- 地方公共団体事務（大阪市ごみ処理券の販売、市バス・地下鉄優待乗車証の交付）
- 「540-00xx」「541-00xx」区域（大阪市中央区の一部地域（旧・東区域））の集配業務（中央区一部域の取集業務は大阪城東郵便局が行っている）
- ゆうゆう窓口

### ゆうちょ銀行大阪東店
- 貯金、貸付、為替、振替、振込、国際送金、外貨両替、国債、投資信託、変額年金保険 - 平日16時まで営業。
- ATM

## 風景印
- 図柄は梅の花の外枠（変形印）に大阪城天守閣と大阪城公園、千成瓢箪。局名表記は「大阪東」
- 使用開始日は1990年（平成2年）3月30日

## 周辺
- りそな銀行大阪営業部・大阪本部
- マイドームおおさか
- 大阪商工会議所
- 船場郵便局

## アクセス
- 地下鉄堺筋線・中央線 堺筋本町駅から徒歩約6分
- 阪神高速環状線 本町出口すぐ
- 駐車場あり：3台